# Paluel
Paluel is een gemeente in het Franse departement Seine-Maritime (regio Normandië) en telt 425 inwoners (2004). De plaats maakt deel uit van het arrondissement Dieppe. Nabij de plaats bevindt zich ook de Kerncentrale Paluel.

## Geografie
De oppervlakte van Paluel bedraagt 10,9 km², de bevolkingsdichtheid is 39,0 inwoners per km².
De onderstaande kaart toont de ligging van Paluel met de belangrijkste infrastructuur en aangrenzende gemeenten.

## Demografie
Onderstaande figuur toont het verloop van het inwonertal (bron: INSEE-tellingen).